# Karl-Heinz Böttner
Karl-Heinz Böttner (* 1933) ist ein deutscher Gitarrist. Er war langjährig Professor im Fach Gitarre an der Hochschule für Musik und Tanz Köln.

## Leben und Werk
Karl-Heinz Böttner unterrichtete gegen Ende der 1950er/Anfang der 1960er Jahre Gitarre am Robert-Schumann-Konservatorium in Düsseldorf. Beim ersten Burg-Waldeck-Festival 1964 gab er ein Händel-Konzert.
1963/64 wechselte er zur Rheinischen Musikschule in Köln, wo er ebenfalls Gitarre unterrichtete. Er gehörte zu denjenigen hauptamtlichen Dozenten, die im Zuge der musikalischen Trennung der Laien- und Berufsbildung gemäß einem veränderten Konzept des Deutschen Musikrats (DMR) 1968 an die Kölner Musikhochschule wechselten. Später wurde ihm der Professorentitel verliehen. Böttner unterrichtete langjährig klassische Gitarre; zu seinen Schülern gehören unter anderen Leonhard Beck, Frank Bungarten, Udo Herbst, Wulfin Lieske und Albrecht Zummach.
Im Improvisationsensemble Wired wirkte er Anfang der 1970er Jahre zusammen mit dem US-amerikanischen Komponisten und Perkussionisten Michael Ranta und dem kanadischen Gitarristen Michael Mike Lewis (1973/74: LP für die Box Free Improvisation).

## Diskografie
- Free Improvisation, mit Michael Ranta und Mike Lewis; 1973/74, Langspielplatte, Deutsche Grammophon
- Gitarrenquintett Nr. 3 e-moll (Luigi Boccherini); Gitarrenquartett D-dur (Joseph Haydn), mit: Günter Kehr und Hans Kalafusz (Violine), Günther Lemmen (Viola), Siegfried Palm (Violoncello); 1981/82, Schallplatte, Fono-Schallplattengesellschaft